# Kore 675
La Kore 675, conosciuta anche come Kore di Chio, è una statua votiva in marmo insulare, forse di Chio, alta 55 cm e databile al 520-510 a.C. circa. Dell’originale è rimasta la parte superiore, fino all’altezza delle ginocchia. È conservata nel Museo dell'Acropoli di Atene.

## Scoperta
Venne ritrovata sull’Acropoli di Atene: mentre la scoperta della testa ad est del Partenone risale al 1886, il corpo venne alla luce a sud dello stesso nel 1888.

## Descrizione e stile
Si trattava di una delle numerose korai che a quell’epoca venivano dedicate, probabilmente, ad Atena. L’elemento più notevole dell’opera è la rappresentazione elaborata delle vesti, ovvero un chitone blu sul quale è appoggiato in senso diagonale un himation, con decorazioni rosse e blu sull’orlo. Emerge dunque una particolare attenzione ai dettagli, siano essi incisi nel marmo oppure dipinti, anche per quanto riguarda la raffinata acconciatura dei capelli, che scendono sul busto raccolti in trecce, o la corona decorata da meandri. La gamba sinistra è leggermente avanzata, il braccio destro proteso in avanti mentre quello sinistro tira leggermente la veste: questa iconografia era tipica della statuaria femminile arcaica.
Lo stile virtuosistico e gli abiti di tradizione ionica erano ormai caratteristiche diffuse in questa tipologia scultorea dell’Acropoli, ma la Kore 675 sembra essere stata realizzata da un artista proveniente dalla Grecia orientale. Come testimoniato dal marmo originario di Chio, si crede che questa opera possa essere stata creata da Archermos o, meglio, dalla sua scuola (Plinio il Vecchio riporta che la sua famiglia diede scultori per più generazioni). Il suo volto è stato infatti accostato a quello della Nike di Delo (o “di Archermos”), più antica di circa 50 anni. Archermos di Chio (lo stesso della Nike oppure un ipotetico nipote omonimo) era inoltre rappresentato sull’Acropoli da una dedica su un fusto di colonna.